# Викторин (Урсаке)
Архиепископ Викторин (рум. Arhiepiscop Victorin, в миру Виктор Урсаке, рум. Victor Ursache; 24 июля 1912, Mănăstioara, Сучава — 16 июля 2001, Детройт, Мичиган) — епископ Румынской православной церкви, архиепископ США и Канады.

## Биография
В 1924—1932 годах обучался в Лицее им. Лацку Водэ в Сирете. В 1932 году поступил в богословский факультет Черновицкого университета, где изучал философию, теологию и педагогику. В 1936 году окончил обучение, получив степень бакалавра богословия.
5 мая 1937 года поступил в Монастырь Нямц, где 18 июля того же года в храме Вознесения Господня архимандритом Мелхиседеком (Димитриу) пострижен в монашество с наречением имени Викторин. 20 июля того же года там же епископом Томисским Геронтием (Николау) был рукоположен в сан диакона. Служил преподавателем духовной семинарии в монастыре Нямц.
В 1940 году был возведён в звание протосинкелла и был назначен директором духовной семинарии при Монстере Нямц и настоятелем монастырей Нямц и Секу. 23 августа 1942 года был возведён в сан архимандрита.
В 1947 году назначен начальником румынских подворий на Святой Земле и представителя Румынского патриархата при Иерусалимском патриархате. Арабо-израильская война, начавшаяся в следующем году, сделала его миссию особенно сложной. Проходил специализированные исследования в Библейском и археологическом институте в Иерусалиме
В 1956 году по приглашению епископа Андрея (Молдована) отправился в Америку. При этом в румынской диаспоре в том время существовал церковный раскол в связи с тем, что многие румынские эмигранты отказывались признавать Румынскую православную церковь, контролируемую румынским коммунистическим правительством. Разрыв православного румынского единства, начатый в 1947 году, поощрялся правительством США, заинтересованным в защите своих граждан от опасности контроля и манипуляций, исходящих от коммунистического режима в Бухаресте, все больше углублялся. В этих условиях митрополит Виссарион (Пую), не подчинявшийся церковной власти в Румынии, написал ему, чтобы он принял новую должность, установленную правительством Канады, как епископ румын в этой стране. Однако архимандрит Викторин предпочёл держать нейтралитет, став преподавателем догматического, нравственного и пастырского богословия в Свято-Тихоновской духовной семинарии в Саут-Кейнане, штат Пенсильвания. В это время в воскресенье и праздники он служил священником во многих румынских православных приходах в восточной и центральной части США.
После смерти епископа Андрея (Молдована) церковный Конгресс румынской православной епископии в Америке и Канаде, собравшийся 23 апреля 1966 года, избрал его на вакантное место епископа, а Священный Синод на своём заседании 6 июня того же года признал и одобрил этот выбор.
6 августа 1966 года состоялась его епископская хиротония, которую совершили архиепископ Американский Иаков (Кукузис) и два иерарха Иерусалимского патриархата. 21 августа того же года в Соборе «Святой Троицы» в Детройте, штат Мичиган, состоялось его интронизация. Принимая сан епископа, он был убеждён в том, что у него будет сложная миссия, а также надеялся, что единство румын достижимо.
Принимая во внимание упорную деятельность епископа Виктора, как на духовно-пасторальном плане, так и то, что он представлял Румынскую православную церковь в её отношениях с другими православными церквями и христианскими конфессиями на американском континенте, Священный Синод Румынской православной церкви на своём заседании 11 июня 1973 года возвысил Румынскую православную епископию Америки и Канады в ранг Архиепископии, в связи с чем епископ Викторин стал архиепископом.
В 1999 году объявлен почётным гражданином города Сирет.
Скончался 16 июля 2001 года в возрасте 89 лет в Больнице святого Иоанна в Детройте, штат Мичиган, после перенесенного случая пневмонии, связанного с сердечной недостаточностью. Его тело было доставлено на родину, и 22 июля того же года его похоронили в Монастырь Путна.